# تپه ده‌کهن
تپه ده کهن مربوط به دوران‌های تاریخی پس از اسلام است و در شهرستان سقز، بخش زیویه، روستای سپه وره واقع شده و این اثر در تاریخ ۲۵ اسفند ۱۳۸۰ با شمارهٔ ثبت ۵۱۲۹ به‌عنوان یکی از آثار ملی ایران به ثبت رسیده است.